# Coreen Simpsonová
Coreen Simpsonová (nepřechýleně Coreen Simpson; * 18. února 1942 New York) je afroamerická fotografka a návrhářka šperků, jejíž práce má afroamerické téma.

## Životopis
Simpsonová se narodila v Brooklynu a byla vychována spolu se svým bratrem v pěstounské rodině v Brooklynu. Absolvovala Samuel J. Tilden High School v Brooklynu. Absolvovala kurzy na Fashion Institute of Technology a Parsons School of Design a v roce 1977 začala studovat u Franka Stewarta, Studio Museum v Harlemu.

## Kariéra
Kariéra Simpsonové začala, když se v roce 1980 stala redaktorkou časopisu Unique New York a začala fotografovat, aby ilustrovala své články. Poté se na počátku 80. let stala módní fotografkou na volné noze Village Voice a Amsterdam News a v polovině 80. let dokumentovala mnoho afroamerických kulturních a politických událostí. Je také známá svými studiemi nočního života v Harlemu. Postavila přenosné studio a přinesla ho do klubů v centru Manhattanu, holičství v Harlemu a pletacích salonů v Queensu. Schopnost její práce prezentovat širokou škálu témat s „hloubkou charakteru a důstojnosti“ byla přirovnávána k Diane Arbusové a Weegeemu.

## Black Cameo
Kromě fotografování Simpsonová také navrhovala šperky. Její nejpozoruhodnější kolekce šperků je známá jako The Black Cameo (1990). Kolekce znovu zavádí starodávnou tradici portrétů, ale obsahuje portréty černých žen. Portréty ukazují velkou rozmanitost rysů černošek. Cílem Simpsonové bylo, aby se každá černoška dokázala ztotožnit s portréty na jejích kamejových špercích. Mezi zákazníky kolekce Black Cameo patřily Ruby Dee a Oprah Winfreyová.
Simpsonová a Avon Products vstoupily do společného podniku v roce 1993 a vytvořily sbírku Coreen Simpsonová Regal Beauty Collection, rozpočtovou řadu návrhů, která zahrnovala afroamerické portréty za mírnou cenu.
Simpsonová bydlí v New Yorku.

## Sbírky
Díla autorky jsou součástí Muzea moderního umění, Bronxského muzeem umění, Musee de la Photographie v Belgii, Schomburgova centra pro výzkum černošské kultury, Mezinárodního střediska pro fotografii, Úřadu státu Harlem, a James Van Der Zee Institutu.

## Vybrané výstavy
- 1979: Corner Gallery, Brooklyn Museum, Brooklyn, NY[10]
- 1998: Bronx Museum of the Arts, Bronx, NY
- 1998: Mezinárodní centrum fotografie, New York, NY
- 1998: Musée de la Photographie, Brusel, Belgie
- 1999: Schomburgovo centrum pro výzkum černé kultury, New York, NY
- 2000: Anacostia Community Museum, Washington, DC
- 2001: Bronx Museum of the Arts, Bronx, NY
- 2001: Brooklyn Museum, Brooklyn, NY

## Ocenění
- 1987: Light Work Residency
- Nueva Luz, Volume 1#2
- 1994: The Mary McLeod Bethune Award from the National Council of Negro Women
- 2000: The Madame C.J. Walker Award
- 2006: The National Council of Negro Women "Legend's Award"